# Jelena Griszyna
Jelena Borisowna Griszyna, po mężu Bida (ros. Елена Борисовна Гришина (Бида), ur. 6 listopada 1968 w Moskwie) – rosyjska florecistka reprezentująca też ZSRR, dwukrotna medalistka mistrzostw świata.
W 1987 roku wywalczyła brązowy medal w turnieju indywidualnym florecistek na mistrzostwach świata juniorów w São Paulo.
Podczas mistrzostw świata w Denver w 1989 roku reprezentantki ZSRR w składzie: Olga Wieliczko, Tatjana Sadowska, Olga Woszczakina, Jelena Griszyna i Jelena Glikina zdobyły srebrny medal w turnieju drużynowym. W tej samej konkurencji zdobyła także srebrny medal na mistrzostwach świata w Lyonie (1990). Była też między innymi dziesiąta w rywalizacji indywidualnej na MŚ 1990.
Wystartowała na igrzyskach olimpijskich w Seulu (1988), gdzie w turnieju drużynowym zajęła czwarte miejsce. Wynik ten powtórzyła na rozgrywanych cztery lata później igrzyskach olimpijskich w Barcelonie.
Na mistrzostwach Europy w Keszthely w 1995 roku zdobyła indywidualnie brązowy medal.
W latach 1989, 1996 i 1997 zdobywała indywidualne mistrzostwo kraju.
Od 2010 roku jest rzecznikiem prasowym Rosyjskiej Federacji Szermierczej.
Jej ojciec, Boris Griszyn i brat, Jewgienij Griszyn byli piłkarzami wodnymi, a matka, Walentina Rastworowa uprawiała szermierkę.